# ムクタフィー (12世紀)
アル＝ムクタフィー・リ＝アムルッラー（1096年4月9日 - 1160年3月12日）はアッバース朝の第31代カリフである。902年に即位した第17代カリフ、ムクタフィーもカナ表記は同じであるが、綴りが異なる（19代はالمكتفي、アルファベット転写ではKとQの違い）。28代カリフ、アル＝ムスタズヒルの子で、先代アッ＝ラーシドの叔父にあたる。マムルークの購入によって軍事力を増強し、バグダードに置かれていたセルジューク朝のシフナを追い出しスルタンの宮殿や領地を没収した。1157年にはセルジューク朝のムハンマド2世のフトバを切っている。

## 生涯
1124年、彼の後を継ぐムスタンジドが生まれている。
1136年、セルジューク朝のマスウードにより甥ラーシドが廃位、ムクタフィーが擁立され即位する。この時、彼の兄アル＝ムスタルシドの宰相の一人だったアル＝ザイナビーの推挙があったというが、ムクタフィーは即位後アル＝ザイナビーとの関係を悪化させ追放している。
1147年、ムスタンジドを後継者に指名し、金曜礼拝のフトバでムスタンジドの名前が唱えられるようになる。
1148年、周辺のアミールの連合軍がバグダードを包囲したが、ムクタフィーは武将イブン・フバイラの活躍でこの攻撃を退けた。翌1149年、ムクタフィーはイブン・フバイラを宰相に任用する（なお、イブン・フバイラはサラディンの側近であるイマードゥッディーン・アル＝イスファハーニーが若いころ仕えていた人物でもある）。
1152年、セルジューク朝のシフナを追い出し、1157年にはセルジューク朝のフトバを切り、スルタンであったムハンマド2世の対抗者スライマーンを支持し独立傾向を強めた。ムハンマド2世はザンギー朝モスル政権等の支援のもとバグダードを包囲するが、ムクタフィーはこれに耐えぬいた。この試みが成功したのはイブン・フバイラの力が大きい。
1160年、内臓の病により死去。

## 再軍備と軍事行動
ムクタフィーはトルコ系を避け、ギリシア系とアルメニア系のマムルークを購入して再軍備を図った。
彼はアッバース朝の直接支配する領地を拡大し、アイヤールの反乱も鎮圧している。活発な軍事行動は彼の兄ムスタルシドと共通するが、ムスタルシドが自ら軍を率いることが多かったのに対し、ムクタフィーは宰相イブン・フバイラを始めとする武将たちに遠征を任せて親征することは少なかった。ムスタルシドやラーシドが自ら軍を率いたために殺されたことからムクタフィー以降のカリフは学び、親征を控えるようになる。だが、これはカリフが再び宮殿にこもることになり再度の衰退の遠因となった。彼らが敵対するセルジューク朝はスルタンの潜在的な候補がプールされていたが、アッバース朝はそうはいかなかったのである。

## 評価
マスウードのムクタフィー評
ムクタフィーが即位した際、カリフ宮殿の財産や家財道具は一切がセルジューク朝のマスウードに差し押さえられていた。マスウードがカリフと部下たちが必要とするものを申請すればそれに見合う私領地を決めようと申し出ると、ムクタフィーは「われわれには宮殿に一族の飲む水をチグリス河から運ぶ80頭のラバがいるのだが、80頭のラバが毎日飲み水を飲む者たちがどれほどのものを必要とするかは、そちが考えよ」と答えた。マスウードは「たいした男をカリフ職に据えてしまったものよ。いと高き神がわれらを彼の害から護りたまえ」と述べたという。
イブン・アル＝アシール『完史』のムクタフィー評
「彼は物腰が柔らかく、紳士的で正義感に溢れ、良き統治者であり、良識と知識を備えた男であった。彼は周辺のいかなるスルタンからの干渉も受けずにイラクの全権を掌握したが、これはブワイフ朝の統治が始まって以来初めてのことだ。また彼は、マムルークがアル＝ムウタスィム以来のカリフ（アル＝ムウタディドを除く）を傀儡化して以来、初めて権威を十全に発揮し軍隊・部下たちを掌握したカリフでもある。彼は諜報員に予算をつぎ込んだのでどんなことであれ彼の目から逃れることはできなかった」